# Коктерек (Павлодарская область)
Коктерек (каз. Көктерек, до 199? г. — Казалы) — село в Павлодарской области Казахстана. Находится в подчинении городской администрации Аксу. Входит в состав сельского округа им. Мамаита Омарова. Код КАТО — 551653400.

## Население
В 1999 году население села составляло 135 человек (79 мужчин и 56 женщин). По данным переписи 2009 года, в селе проживало 70 человек (41 мужчина и 29 женщин).